# Moyvillers
Moyvillers est une commune française située dans le département de l'Oise, en région Hauts-de-France.

## Géographie
| Estrées-Saint-Denis |               | Remy         |
| Choisy-la-Victoire  | Moyvillers    | Arsy         |
| Blincourt           | Sacy-le-Petit | Grandfresnoy |

### Hydrographie
La commune est située dans le bassin Seine-Normandie. Elle n'est drainée par aucun cours d'eau,.

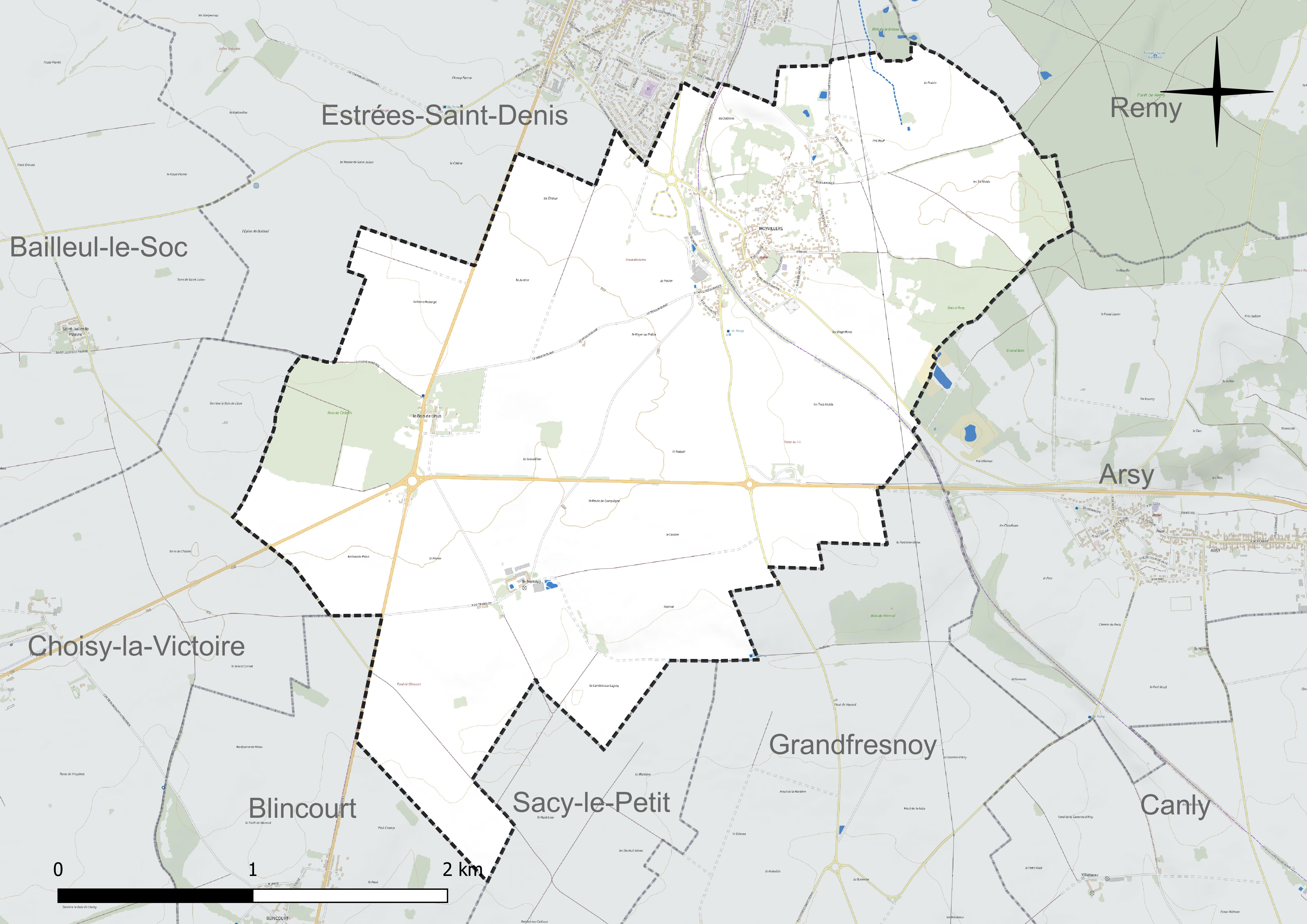
Réseau hydrographique de Moyvillers.

### Climat
Pour des articles plus généraux, voir Climat des Hauts-de-France et Climat de l'Oise.
En 2010, le climat de la commune est de type climat océanique dégradé des plaines du Centre et du Nord, selon une étude du CNRS s'appuyant sur une série de données couvrant la période 1971-2000. En 2020, Météo-France publie une typologie des climats de la France métropolitaine dans laquelle la commune est exposée à un climat océanique et est dans la région climatique  Nord-est du bassin Parisien, caractérisée par un ensoleillement médiocre, une pluviométrie moyenne régulièrement répartie au cours de l'année et un hiver froid (3 °C). 
Pour la période 1971-2000, la température annuelle moyenne est de 10,6 °C, avec une amplitude thermique annuelle de 14,8 °C. Le cumul annuel moyen de précipitations est de 683 mm, avec 11,1 jours de précipitations en janvier et 8,1 jours en juillet. Pour la période 1991-2020, la température moyenne annuelle observée sur la station météorologique la plus proche, située sur la commune de Margny-lès-Compiègne à 12 km à vol d'oiseau, est de 11,2 °C et le cumul annuel moyen de précipitations est de 633,5 mm,. Pour l'avenir, les paramètres climatiques de la commune estimés pour 2050 selon différents scénarios d'émission de gaz à effet de serre sont consultables sur un site dédié publié par Météo-France en novembre 2022.

## Urbanisme

### Typologie
Au 1er janvier 2024, Moyvillers est catégorisée commune rurale à habitat dispersé, selon la nouvelle grille communale de densité à sept niveaux définie par l'Insee en 2022.
Elle appartient à l'unité urbaine d'Estrées-Saint-Denis, une agglomération intra-départementale regroupant deux  communes, dont elle est une commune de la banlieue,,. Par ailleurs la commune fait partie de l'aire d'attraction de Compiègne, dont elle est une commune de la couronne,. Cette aire, qui regroupe 101 communes, est catégorisée dans les aires de 50 000 à moins de 200 000 habitants,.

### Occupation des sols
L'occupation des sols de la commune, telle qu'elle ressort de la base de données européenne d'occupation biophysique des sols Corine Land Cover (CLC), est marquée par l'importance des territoires agricoles (85,6 % en 2018), en diminution par rapport à 1990 (90,8 %). La répartition détaillée en 2018 est la suivante : 
terres arables (82,1 %), forêts (9 %), zones urbanisées (5,4 %), prairies (3,5 %). L'évolution de l'occupation des sols de la commune et de ses infrastructures peut être observée sur les différentes représentations cartographiques du territoire : la carte de Cassini (XVIIIe siècle), la carte d'état-major (1820-1866) et les cartes ou photos aériennes de l'IGN pour la période actuelle (1950 à aujourd'hui).

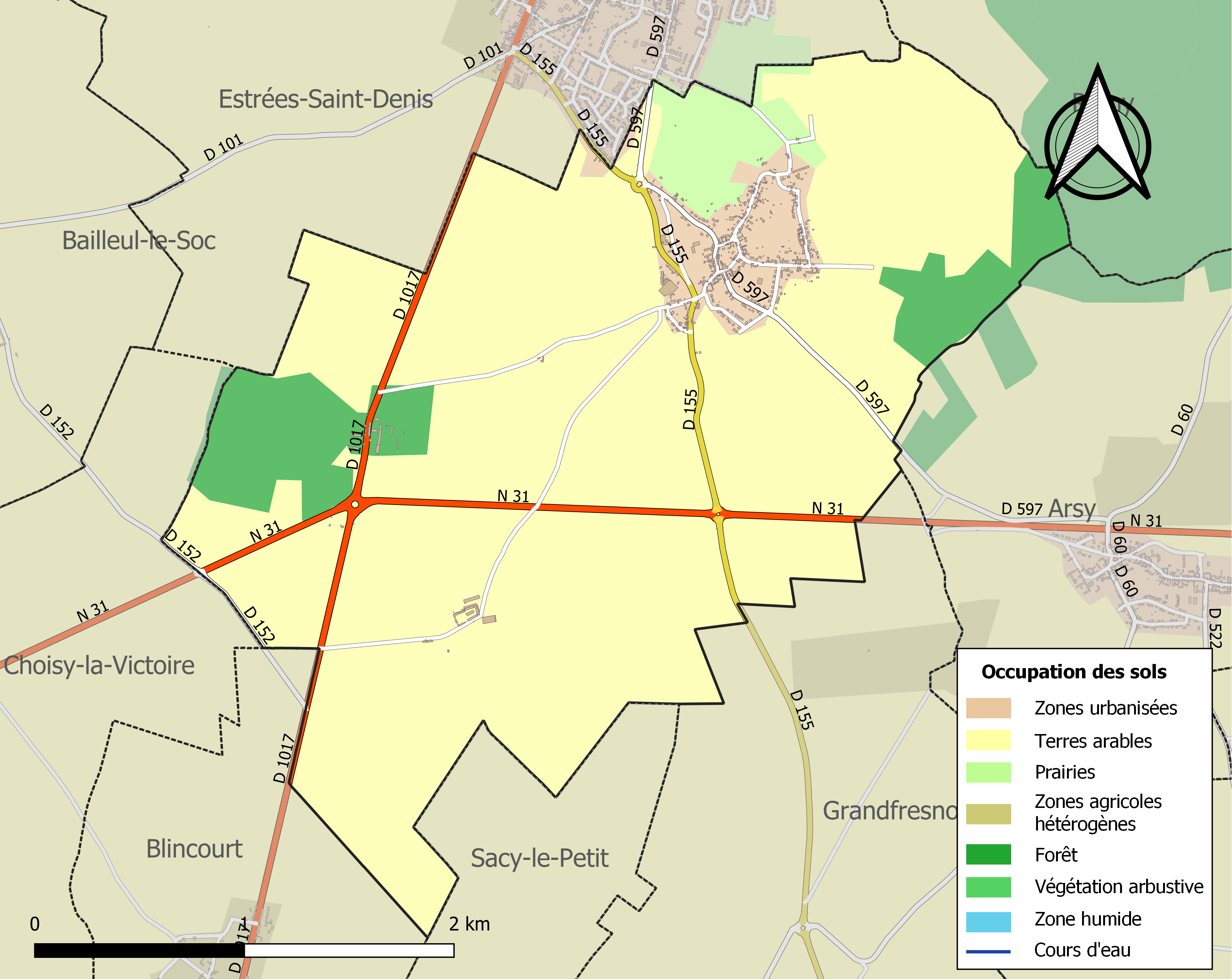
Carte des infrastructures et de l'occupation des sols de la commune en 2018 (CLC).

### Voies de communication et transports
La commune est desservie, en 2023, par les lignes 659, 6301 et 6343 du réseau interurbain de l'Oise.

## Toponymie
Le nom de la localité est attesté sous les formes Mediano villare (657) ; Medium villare (676) ; apud Medianum viler (1154) ; Medium villaris (1162) ; Maeuviller (1165) ; de Medio villari (1183) ; ecclesiam et decimam de Maenvillari (1186) ; Maenviller (1220) ; apud Medianum villare (1221) ; moinviller (1225) ; Moienviller (1228) ; « in territoriis medii villaris et de estrees » (1229) ; Mediovillaris (1229) ; « in baillivia medii villaris » (1239) ; Moiviller (1249) ; « villam et maneriam de medio villarii » (1259) ; apud Medio villare (1261) ; apud medium villare (1261) ; de medio villari (1264) ; Moienviler (1283) ; Mainviler (XIIIe) ; Moyenviler (1375) ; medii villaris (XIVe) ; Moinviller (XIVe) ; Moinvilliers (1382) ; Mediani villare (XIVe) ; eccl. de Moienviller (XIVe) ; Moinvillers (1511) ; Moynvilliers (1511) ; Moyneviller (1550) ; Moyviller (XVIe) ; ecclesia sancti Martini de Moienviller (XVIe) ; Moyenviller (1615) ; Moyvilliers (1650) ; Moinvillers (1650) ; Moyvillers (1667) ; Moinvillé (1670).

De l'adjectif bas latin medianum « à égale distance (de deux autres villages) » et villare (domaine rural).

Moyvillers était un centre administratif au milieu de grandes possessions comtales ou abbatiales.

## Histoire
Située sur la voie allant de Senlis à Roiglise (Somme) en passant par Saint-Martin-Longueau, Moyvillers est un lieu d'habitat très ancien sur lequel ont été trouvés des silex du Néolithique et des vestiges d'époque romaine qui laissent supposer un site antique important. N'oublions pas qu'au Moyen Âge, le village de Moyvillers est plus important que la commune voisine d'Estrée-Saint-Denis.
En 637, Clovis II et Nantilde, veuve de Dagobert, donne le village à l'abbaye de Saint-Denis qui en restera le seigneur dominant jusqu'à la Révolution.
L'agriculture et les métiers annexes (bourrelier, maréchal-ferrant...) associés à un petit artisanat (tissage, fabrique de corde de tille...) constitueront les principales activités des habitants.
Au début du XXe siècle, sur un territoire de 905 hectares, 431 hectares sont livrés à la culture et toute l'économie locale repose sur cette activité qui nécessite un tel personnel qu'en 1930, les deux hameaux du Bois de Lihus et du Transloy, siège de deux fermes regroupent 115 habitants, soit près du tiers de la population de la Moyvillers.
Avec le perfectionnement des techniques agricoles, la main-d'œuvre nécessaire à la mise en valeur des terres sera moins importante et les villageois devront s'exiler pour des raisons professionnelles. C'est ainsi que, vers le milieu des années soixante, la population sédentaire diminuera progressivement au profit des résidences secondaires, phénomène favorisé par la facilité d'accès en provenance de la région parisienne grâce à l'autoroute A1.

## Politique et administration
| Période                                  | Période                         | Identité      | Étiquette | Qualité                                                       |
| ---------------------------------------- | ------------------------------- | ------------- | --------- | ------------------------------------------------------------- |
| Les données manquantes sont à compléter. |                                 |               |           |                                                               |
| 2001                                     | En cours (au 14 septembre 2014) | Annick Decamp |           | Profession libérale retraitée Réélue pour le mandat 2014-2020 |

## Population et société

### Démographie

#### Évolution démographique
L'évolution du nombre d'habitants est connue à travers les recensements de la population effectués dans la commune depuis 1793. Pour les communes de moins de 10 000 habitants, une enquête de recensement portant sur toute la population est réalisée tous les cinq ans, les populations de référence des années intermédiaires étant quant à elles estimées par interpolation ou extrapolation. Pour la commune, le premier recensement exhaustif entrant dans le cadre du nouveau dispositif a été réalisé en 2007.

En 2022, la commune comptait 666 habitants, en évolution de +1,68 % par rapport à 2016 (Oise : +0,87 %, France hors Mayotte : +2,11 %).
| 1793 | 1800 | 1806 | 1821 | 1831 | 1836 | 1841 | 1846 | 1851 |
| ---- | ---- | ---- | ---- | ---- | ---- | ---- | ---- | ---- |
| 489  | 466  | 476  | 497  | 503  | 509  | 501  | 504  | 514  |

| 1856 | 1861 | 1866 | 1872 | 1876 | 1881 | 1886 | 1891 | 1896 |
| ---- | ---- | ---- | ---- | ---- | ---- | ---- | ---- | ---- |
| 501  | 488  | 486  | 471  | 453  | 466  | 494  | 489  | 462  |

| 1901 | 1906 | 1911 | 1921 | 1926 | 1931 | 1936 | 1946 | 1954 |
| ---- | ---- | ---- | ---- | ---- | ---- | ---- | ---- | ---- |
| 480  | 458  | 374  | 344  | 357  | 403  | 426  | 378  | 421  |

| 1962 | 1968 | 1975 | 1982 | 1990 | 1999 | 2006 | 2007 | 2012 |
| ---- | ---- | ---- | ---- | ---- | ---- | ---- | ---- | ---- |
| 421  | 418  | 382  | 467  | 509  | 498  | 569  | 579  | 586  |

| 2017 | 2022 | - | - | - | - | - | - | - |
| ---- | ---- | - | - | - | - | - | - | - |
| 679  | 666  | - | - | - | - | - | - | - |

#### Pyramide des âges
La population de la commune est relativement jeune.
En 2018, le taux de personnes d'un âge inférieur à 30 ans s'élève à 37,8 %, soit au-dessus de la moyenne départementale (37,3 %). À l'inverse, le taux de personnes d'âge supérieur à 60 ans est de 20,3 % la même année, alors qu'il est de 22,8 % au niveau départemental.
En 2018, la commune comptait 345 hommes pour 340 femmes, soit un taux de 50,36 % d'hommes, légèrement supérieur au taux départemental (48,89 %).
Les pyramides des âges de la commune et du département s'établissent comme suit.
| Hommes | Classe d’âge | Femmes |
| ------ | ------------ | ------ |
| 0,3    | 90 ou +      | 1,4    |
| 4,6    | 75-89 ans    | 3,5    |
| 14,1   | 60-74 ans    | 16,6   |
| 19,5   | 45-59 ans    | 17,7   |
| 22,9   | 30-44 ans    | 23,8   |
| 13,8   | 15-29 ans    | 12,8   |
| 24,8   | 0-14 ans     | 24,1   |

| Hommes | Classe d’âge | Femmes |
| ------ | ------------ | ------ |
| 0,5    | 90 ou +      | 1,4    |
| 5,5    | 75-89 ans    | 7,6    |
| 15,6   | 60-74 ans    | 16,3   |
| 20,8   | 45-59 ans    | 20     |
| 19,4   | 30-44 ans    | 19,4   |
| 17,6   | 15-29 ans    | 16,2   |
| 20,6   | 0-14 ans     | 19,1   |